# الحكومة الاتحادية الانتقالية الصومالية
الحكومة الاتحادية الانتقالية (بالصومالية: Dowladda Federaalka Kumeelgaarka)‏ تم الاعتراف بها دوليًا كحكومة مؤقتة لجمهورية الصومال من أبريل 2004 حتى 20 أغسطس 2012، عندما انتهت ولايتها رسميًا وتم تنصيب الحكومة الفيدرالية الصومالية.
بعد الحكومة الوطنية الانتقالية، كانت الحكومة الاتحادية الانتقالية هي الإدارة المؤقتة الثانية التي تهدف إلى إعادة المؤسسات الوطنية إلى الصومال بعد انهيار نظام سياد بري عام 1991 والحرب الأهلية التي تلت ذلك.
تأسست الحكومة الاتحادية الانتقالية كواحدة من المؤسسات الفيدرالية الانتقالية (TFIs) للحكومة على النحو المحدد في الميثاق الاتحادي الانتقالي (TFC) الذي اعتمده البرلمان الاتحادي الانتقالي (TFP) في نوفمبر 2004.

## مقدمة

### الهيكل القانوني للصومال
تم تقسيم الهيكل القانوني في الصومال على ثلاثة خطوط: القانون الديني، وقانون العشائر التقليدي، والقانون المدني.

### القانون الديني
بعد سقوط نظام سياد بري عام 1991، تم تشكيل اتحاد المحاكم الإسلامية لمعالجة حالة الفوضى  في الصومال.
وبحسب ما ورد كان سكان مقديشو سعداء بسلطة اتحاد المحاكم الإسلامية. كان هناك عدد أقل من الأسلحة النارية في الشوارع وتمكن الناس من التحرك بحرية أكبر في جميع أنحاء المدينة دون خوف من التعرض للهجوم بعد أن سيطروا على السلطة.
بحلول نهاية عام 2006، سيطر اتحاد المحاكم الإسلامية (ICU) على جزء كبير من الجزء الجنوبي من البلاد.

### قانون العشائر التقليدي
الحير هو النظام القانوني التقليدي في الصومال، وهو أحد الأنظمة الثلاثة التي يستلهم منها القانون الصومالي الرسمي. يُعتقد أنه يعود إلى ما قبل الإسلام، على الرغم من تأثره بالإسلام واحتفاظه بعناصر الإيمان، إلا أنه يخضع لحكم ما قبل الإسلام. في ظل هذا النظام، الشيوخ، المعروفون باسم حير بيجتي يعملون كقضاة وسيط ويساعد في تسوية قضايا المحاكم، مع مراعاة السوابق والعرف.
- ميثاق يؤكد أسبقية الشريعة أو القانون الإسلامي، على الرغم من تطبيق الشريعة في الممارسة بشكل أساسي على مسائل مثل الزواج والطلاق والميراث والقضايا المدنية.
- كفل الميثاق احترام المعايير العالمية لحقوق الإنسان لجميع الأشخاص الخاضعين للقانون. كما أكد على استقلال القضاء الذي تحميه لجنة قضائية.
- كان هناك نظام قضائي من ثلاثة مستويات بما في ذلك المحكمة العليا، ومحكمة الاستئناف، والمحاكم الابتدائية (إما مقسمة بين محاكم المقاطعات والمحاكم الإقليمية، أو محكمة واحدة لكل منطقة).
- كانت قوانين الحكومة المدنية التي كانت سارية المفعول قبل الانقلاب العسكري الذي أدى إلى وصول نظام بري إلى السلطة سارية ما لم يتم تعديل القوانين.

## هيكل الحكومة الاتحادية الانتقالية
شكلت الحكومة الاتحادية الانتقالية (TFG) الفرع التنفيذي للحكومة، مع TFP بمثابة الفرع التشريعي. وكان يرأس الحكومة رئيس الصومال الذي يتبعه مجلس الوزراء عن طريق رئيس الوزراء.

### دستور
إلى جانب الدستور الوطني، وضع الميثاق الاتحادي الانتقالي لجمهورية الصومال (TFC) الطريقة الأساسية التي يجب أن تعمل بها الحكومة.

### عاصمة
كما هو الحال مع الإدارات الصومالية السابقة، اعترف الميثاق الاتحادي الانتقالي لجمهورية الصومال بمقديشو عاصمة للصومال. اجتمع البرلمان الاتحادي الانتقالي الصومالي في المدينة، التي كانت أيضًا مقر المحكمة العليا في البلاد. بالإضافة إلى ذلك، كانت مقديشو موقع القصر الرئاسي، فيلا الصومال، حيث يقيم الرئيس. كما عاش رئيس الوزراء في المدينة. مقديشو هي أكبر مدينة في الصومال ويبلغ عدد سكانها أكثر من مليوني نسمة. قبل الحرب الأهلية، كانت تعرف باسم «لؤلؤة المحيط الهندي البيضاء».

### حكومات الولايات
في ظل الحكومة الاتحادية الانتقالية، احتفظت حكومات الولايات المحلية ببعض السلطة على شؤونها واحتفظت بقوات الشرطة والأمن الخاصة بها، لكنها كانت خاضعة لسلطة الحكومة الاتحادية الانتقالية.

### البرلمان
انتخب البرلمان الاتحادي الانتقالي الرئيس ورئيس الوزراء، وله سلطة تمرير القوانين والنقض عليها. كما كان مسؤولاً عن الحكم والإدارة في مقديشو. احتلت كل من العشائر الأربع الرئيسية 61 مقعدًا، بينما احتل تحالف عشائر الأقليات 31 مقعدًا.
بعد التحالف مع اتحاد المحاكم الإسلامية وجماعات إسلامية أخرى، حصل الإسلاميون على 200 مقعد. وشغل ممثلو مجموعات المواطنين وممثلي الشتات الصومالي 75 مقعدًا. بموجب القانون، يجب أن يكون ما لا يقل عن 12٪ من جميع النواب من النساء. يتم اختيار أعضاء البرلمان من خلال زعماء العشائر التقليدية أو مجالس الشورى.

### السلطة التنفيذية
انتخب رئيس من قبل البرلمان. كان الرئيس هو رئيس الحكومة، ويختار رئيس الوزراء، الذي يتولى رئاسة الحكومة.

### التعليم
كانت وزارة التربية والتعليم مسؤولة رسميًا عن التعليم في الصومال، حيث يتم إنفاق حوالي 15 ٪ من ميزانية الحكومة على التعليم. ومع ذلك، من الناحية العملية، كان نظام التعليم خاصًا إلى حد كبير.
في عام 2006، كانت منطقة بونتلاند المتمتعة بالحكم الذاتي في الشمال الشرقي ثاني إقليم في الصومال بعد منطقة أرض الصومال تقدم مدارس ابتدائية مجانية، حيث يتلقى المعلمون رواتبهم من إدارة بونتلاند. اعتبارًا من عام 2007، شهدت المدارس الابتدائية أيضًا زيادة بنسبة 28 ٪ في الالتحاق خلال السنوات الثلاث السابقة.

### الرعاية الصحية
ترأست وزارة الصحة نظام الرعاية الصحية في البلاد. وكان وزير الصحة قمر آدم علي. وكان لمنطقة بونتلاند المتمتعة بالحكم الذاتي وزارة الصحة المحلية الخاصة بها، والتي يرأسها الدكتور محمد بشير علي بيهي، وكانت كذلك منطقة أرض الصومال في شمال غرب الصومال، مع وزارة الصحة بقيادة عثمان بيل علي.

### وسائل الإعلام
كان للحكومة الفيدرالية الانتقالية وسيلتان إعلاميتان رئيسيتان: راديو مقديشو، المحطة الإذاعية التي تديرها الدولة. والتلفزيون الوطني الصومالي، القناة التلفزيونية الوطنية.

### الجيش والشرطة
كانت وزارة الدفاع في الحكومة الاتحادية الانتقالية مسؤولة رسمياً عن الجيش الوطني الصومالي.
في أغسطس 2011، دعا اتفاق تعاوني بين الحكومة الاتحادية الانتقالية وبونتلاند إلى إنشاء وحدة من القوات البحرية الصومالية، والتي ستشكل قوة الشرطة البحرية لبونتلاند (PMPF) التي تم إنشاؤها بالفعل جزءًا منها.
كما كانت هناك خطط لإعادة إنشاء القوات الجوية الصومالية.
بالإضافة إلى ذلك، أعيد إنشاء قوة شرطة جديدة للحفاظ على القانون والنظام. افتتحت أول أكاديمية للشرطة يتم بناؤها في الصومال منذ عدة سنوات في 20 ديسمبر 2005 في أرمو، على بعد 100 كيلومتر جنوب بوساسو. كما أن للشرطة الصومالية إدارة للتحقيقات الجنائية في مقديشو.
كان لمناطق بونتلاند وأرض الصومال المتمتعة بالحكم الذاتي داخل الصومال قوات أمن خاصة بها.

## التاريخ

رئيس الصومال الأسبق عبد الله يوسف أحمد، أحد مؤسسي الحكومة الاتحادية الانتقالية.

أرادت الحكومة الاتحادية الانتقالية الجديدة بقيادة عبد الله يوسف أحمد بسط سلطتها على الصومال، وطلبت المساعدة من القوات الإثيوبية للاستيلاء بالقوة على السلطة من اتحاد المحاكم الإسلامية خلال ثلاث سنوات من الحرب المريرة.
اتهم تقرير صدر عن هيومن رايتس ووتش في عام 2008 بعنوان «الكثير من الخوف» الحكومة الاتحادية الانتقالية، تحت قيادة الرئيس عبد الله يوسف أحمد، بارتكاب انتهاكات لحقوق الإنسان وجرائم حرب بما في ذلك القتل والاغتصاب والاعتداء والنهب. كما يذكر التقرير أن قوات الشرطة التابعة للحكومة الاتحادية الانتقالية متورطة في عمليات اعتقال تعسفي للمدنيين العاديين من أجل ابتزاز الفدية من عائلاتهم.
تتألف الحكومة الاتحادية الانتقالية رسميًا من الفرع التنفيذي للحكومة، مع TFP بمثابة الفرع التشريعي. وكان يرأس الحكومة رئيس الصومال الذي يتبعه مجلس الوزراء عن طريق رئيس الوزراء. ومع ذلك، فقد اُستُخدم أيضًا كمصطلح عام للإشارة إلى الفروع الثلاثة مجتمعة.
حققت حركة الشباب انتصارات عسكرية، وسيطرت على البلدات والموانئ الرئيسية في كل من وسط وجنوب الصومال. في نهاية عام 2008، كانت الجماعة قد استولت على بيدوة ولكن ليس مقديشو. بحلول يناير / كانون الثاني 2009، تمكنت حركة الشباب والميليشيات الأخرى من إجبار القوات الإثيوبية على التراجع، تاركة وراءها قوة حفظ سلام تابعة للاتحاد الأفريقي تفتقر إلى المعدات لمساعدة قوات الحكومة الاتحادية الانتقالية.
لتعزيز حكمه في مقديشو، نشر يوسف الآلاف من قواته من بونتلاند إلى مقديشو. تم توفير الدعم المالي لهذا الجهد من قبل حكومة منطقة الحكم الذاتي. وقد ترك هذا عائدات قليلة لقوات الأمن وموظفي الخدمة المدنية في بونتلاند، مما جعل الإقليم عرضة للقرصنة والهجمات الإرهابية.
في 29 ديسمبر 2008، أعلن يوسف أمام البرلمان الموحد في بيدوا استقالته من منصب رئيس الصومال. وفي خطابه، الذي بثته الإذاعة الوطنية، أعرب يوسف عن أسفه لفشله في إنهاء الصراع الذي دام سبعة عشر عامًا في البلاد كما فوضته حكومته. كما ألقى باللوم على المجتمع الدولي لفشله في دعم الحكومة، وقال إن رئيس البرلمان سيخلفه في منصبه وفقًا لميثاق الحكومة الاتحادية الانتقالية.

### حكومة ائتلافية

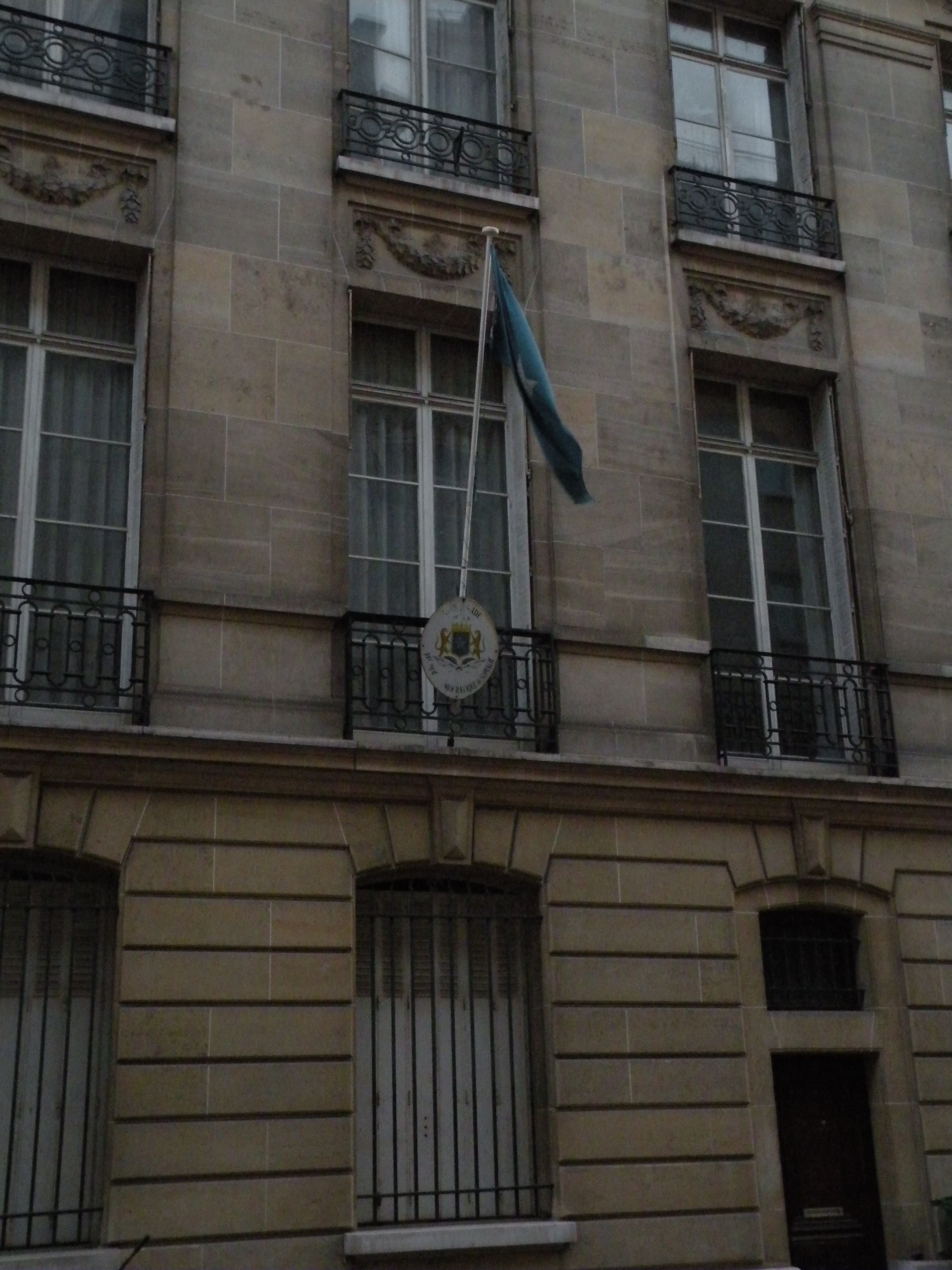
سفارة الصومال في باريس، فرنسا.

بين 31 مايو و 9 يونيو 2008، شارك ممثلو الحكومة الفيدرالية الصومالية وتحالف إعادة تحرير الصومال (ARS) من أجل إعادة تحرير الصومال من المتمردين الإسلاميين في محادثات السلام في جيبوتي بوساطة مبعوث الأمم المتحدة السابق للصومال، أحمدو ولد. - عبدالله. وانتهى المؤتمر باتفاق موقع يدعو إلى انسحاب القوات الإثيوبية مقابل وقف المواجهة المسلحة. تم توسيع البرلمان بعد ذلك إلى 550 مقعدًا لاستيعاب أعضاء ARS، الذين انتخبوا بعد ذلك الشيخ شريف شيخ أحمد، الرئيس السابق لـ ARS، في منصبه. وبعد ذلك بوقت قصير عين الرئيس شريف عمر عبد الرشيد علي شرماركي، نجل الرئيس السابق المقتول عبد الرشيد علي شرماركي، رئيسً وزراء جديدً في البلاد.
وبمساعدة فريق صغير من قوات الاتحاد الأفريقي، بدأت حكومة التحالف أيضًا هجومًا مضادًا في فبراير 2009 لاستعادة السيطرة على النصف الجنوبي من البلاد. لتعزيز سيطرتها على جنوب الصومال، شكلت الحكومة الاتحادية الانتقالية تحالفًا مع اتحاد المحاكم الإسلامية، وأعضاء آخرين في تحالف إعادة تحرير الصومال، وأهل السنة والجماعة، وهي ميليشيا صوفية معتدلة. علاوة على ذلك، بدأت حركة الشباب وحزب الإسلام، الجماعتان الإسلاميتان الرئيسيتان في المعارضة، القتال فيما بينهما في منتصف عام 2009.
كهدنة، في مارس 2009، أعلنت الحكومة الائتلافية الصومالية أنها ستعيد تطبيق الشريعة باعتبارها النظام القضائي الرسمي في البلاد. ومع ذلك، استمر الصراع في الأجزاء الجنوبية والوسطى من البلاد. في غضون أشهر، انتقلت الحكومة الائتلافية من السيطرة على حوالي 70٪ من مناطق الصراع في جنوب وسط الصومال، وهي الأراضي التي ورثتها عن إدارة يوسف السابقة، إلى فقدان السيطرة على أكثر من 80٪ من الأراضي المتنازع عليها لصالح المتمردين الإسلاميين.
خلال الفترة القصيرة للحكومة الائتلافية، تصدرت الصومال مؤشر الدول الفاشلة التابع لصندوق السلام لثلاث سنوات متتالية. في عام 2009، صنفت منظمة الشفافية الدولية الدولة في المرتبة الأخيرة على مؤشر مدركات الفساد السنوي (CPI)، وهو مقياس يهدف إلى إظهار انتشار الفساد في القطاع العام للبلد.

### حكومة جديدة
في 14 أكتوبر 2010، تم تعيين الدبلوماسي محمد عبد الله محمد رئيسًا جديدًا لوزراء الصومال بعد استقالة رئيس الوزراء عمر عبد الرشيد علي شرماركي.

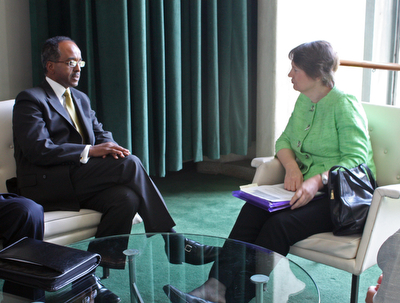
وزير الخارجية محمد عبد الله عمر في لقاء مع مديرة برنامج الأمم المتحدة الإنمائي هيلين كلارك ودبلوماسيين آخرين في مقر الأمم المتحدة.

وفقًا لميثاق الحكومة الفيدرالية الانتقالية (TFG)، عين رئيس الوزراء محمد مجلس وزراء جديد في 12 نوفمبر 2010، والذي أشاد به المجتمع الدولي. تم تخفيض المناصب الوزارية المخصصة من 39 إلى 18. أعيد تعيين وزيرين فقط من الحكومة السابقة: حسين عبدي حالان، وزير المالية السابق، وتم تعيينه مسؤولاً عن وزارة المالية والخزانة الموحدة. وظل الدكتور محمود عبدي إبراهيم وزيرا للتجارة والصناعة. كما مُنحت جماعة أهل السنة والجماعة، وهي جماعة صوفية معتدلة وحليف عسكري مهم للحكومة الاتحادية الانتقالية، وزارتي الداخلية والعمل الرئيسيتين. تم تخصيص المناصب الوزارية المتبقية إلى حد كبير للتكنوقراط الجدد على الساحة السياسية الصومالية.
في الأيام الخمسين الأولى من ولايتها، أكملت إدارة رئيس الوزراء محمد الجديدة أول دفعة شهرية من رواتب جنود الحكومة، وبدأت في تنفيذ سجل بيومتري كامل لقوات الأمن في غضون فترة أربعة أشهر. كما تم تعيين أعضاء إضافيين في اللجنة الدستورية المستقلة لإشراك محامين دستوريين صوماليين وعلماء دين وخبراء في الثقافة الصومالية بشأن الدستور الجديد القادم للبلاد، وهو جزء أساسي من المهام الفيدرالية الانتقالية للحكومة. بالإضافة إلى ذلك، تم إرسال وفود فدرالية رفيعة المستوى لنزع فتيل التوترات المتعلقة بالعشيرة في العديد من المناطق. وفقًا لرئيس وزراء الصومال، من أجل تحسين الشفافية، كشف وزراء الحكومة بالكامل عن أصولهم ووقعوا مدونة لقواعد السلوك.
كما تم إنشاء لجنة لمكافحة الفساد تتمتع بصلاحية إجراء تحقيقات رسمية ومراجعة قرارات الحكومة وبروتوكولاتها من أجل مراقبة جميع أنشطة المسؤولين الحكوميين عن كثب. علاوة على ذلك، تم حظر الرحلات غير الضرورية لأعضاء الحكومة إلى الخارج، ويتطلب الآن جميع سفر الوزراء موافقة رئيس الوزراء. كما تم عرض ميزانية تحدد النفقات الفيدرالية لعام 2011 أمام أعضاء البرلمان ووافقوا عليها، مع إعطاء الأولوية لدفع رواتب موظفي الخدمة المدنية. بالإضافة إلى ذلك، يتم إجراء مراجعة كاملة للممتلكات الحكومية والمركبات.  على جبهة الحرب، تمكنت الحكومة الجديدة وحلفاؤها من بعثة الاتحاد الأفريقي في الصومال أيضًا من تأمين السيطرة على مقديشو بحلول أغسطس 2011. وفقًا للاتحاد الأفريقي ورئيس الوزراء محمد، مع زيادة قوة القوات من المتوقع أن تتسارع وتيرة المكاسب الإقليمية كثيرًا.

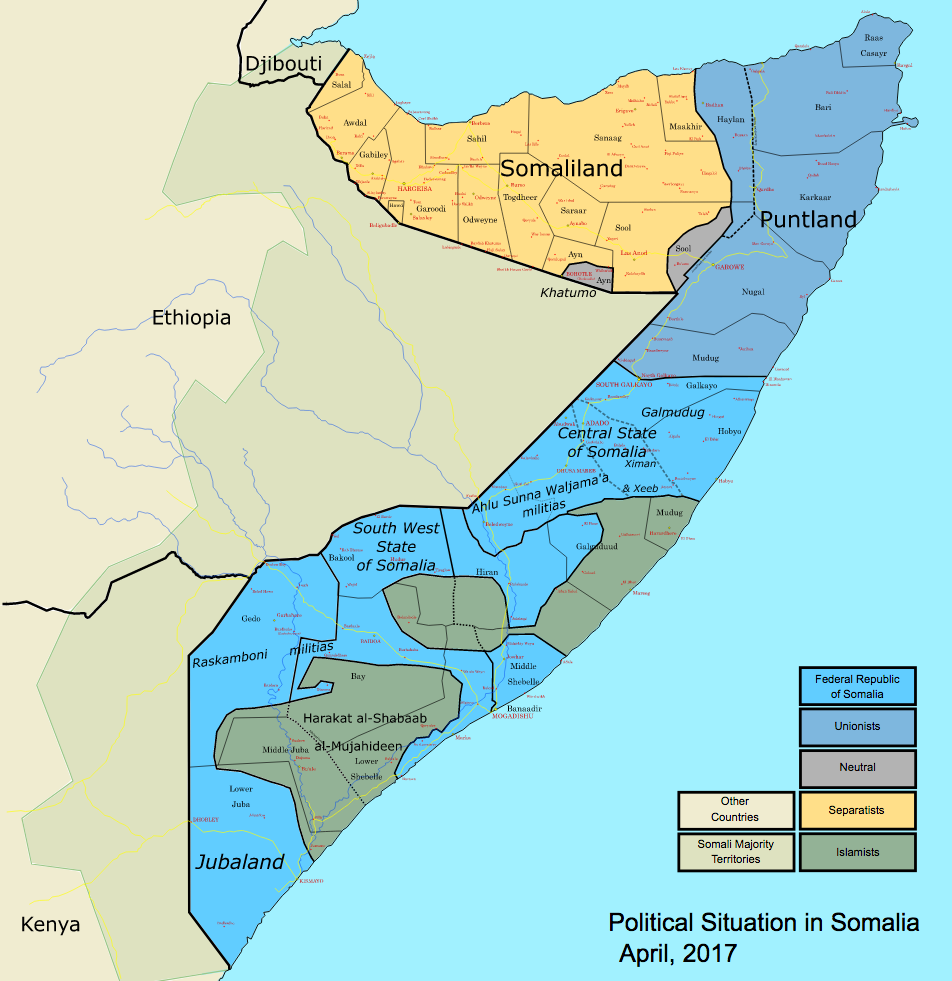
الخريطة السياسية للصومال (حتى 25 مايو 2012).

في يونيو 2011، عقب اتفاق كمبالا، تم تمديد صلاحيات الرئيس ورئيس البرلمان والنواب حتى أغسطس 2012.
في 19 يونيو 2011، استقال محمد عبد الله محمد من منصبه كرئيس وزراء الصومال كجزء من شروط اتفاق كمبالا المثيرة للجدل. وستشهد الاتفاقية أيضًا تمديد ولايات الرئيس ورئيس البرلمان والنواب حتى أغسطس 2012، وبعد ذلك سيتم تنظيم انتخابات جديدة، بما في ذلك انتخابات برلمانية رئاسية على أساس التصويت. عبد الولي محمد علي، وزير التخطيط والتعاون الدولي السابق في عهد محمد،  عُيَّن لاحقًا رئيسًا دائمًا للوزراء.
وبدعم من الأمم المتحدة والاتحاد الأفريقي والولايات المتحدة، قاتلت الحكومة الاتحادية الانتقالية مقاتلي الشباب للسيطرة الكاملة على الجزء الجنوبي من البلاد. بحلول أغسطس 2011، تمكنت الحكومة، بقيادة الرئيس شريف شيخ أحمد وحلفائها من بعثة الاتحاد الأفريقي في الصومال ( AMISOM ) من تأمين السيطرة على مقديشو بالكامل.
في فبراير 2012، التقى مسؤولون حكوميون صوماليون في بلدة غاروي الشمالية الشرقية لمناقشة ترتيبات ما بعد المرحلة الانتقالية. بعد مداولات مكثفة حضرها ممثلون إقليميون ومراقبون دوليون، انتهى المؤتمر باتفاق موقع بين رئيس الحكومة الاتحادية الانتقالية شريف شيخ أحمد، ورئيس الوزراء عبد الولي محمد علي، ورئيس البرلمان شريف عدن شريف حسن، ورئيس بونتلاند عبد الرحمن محمد فارولي، ورئيس غالمودوغ محمد أحمد عليم. ونص ممثل جماعة أهل السنة والجماعة، خليف عبد القادر نور، على ما يلي: أ) سيتم تشكيل برلمان جديد من مجلسين مكون من 225 عضوًا، يتألف من مجلس أعلى يضم 54 عضوًا في مجلس الشيوخ بالإضافة إلى مجلس النواب؛ ب) 30٪ من الجمعية التأسيسية الوطنية مخصصة للنساء؛ ج) يتم تعيين الرئيس عن طريق انتخابات دستورية؛ د) يتم اختيار رئيس الوزراء من قبل الرئيس ثم يقوم بتسمية مجلس الوزراء.  في 23 يونيو 2012، اجتمع القادة الفيدراليون والزعماء الإقليميون الصوماليون مرة أخرى ووافقوا على مشروع الدستور بعد عدة أيام من المداولات. أقر المجلس الوطني التأسيسي بأغلبية ساحقة الدستور الجديد في الأول من آب (أغسطس)، حيث صوّت لصالحه 96٪ وعارضه 2٪ وامتنع 2٪ عن التصويت.

## علاقات دولية

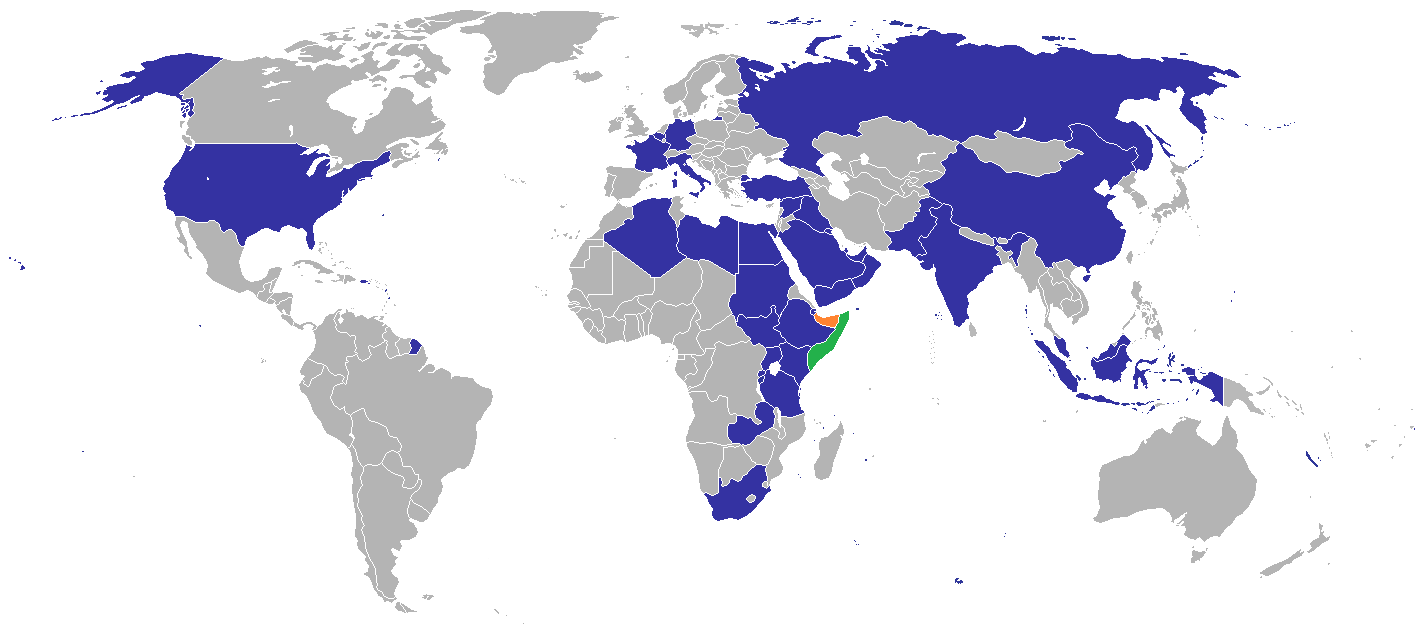
البعثات الدبلوماسية الحالية للصومال

الحكومة الفيدرالية الانتقالية معترف بها دوليًا على أنها الحكومة الرسمية للصومال. وهي تحتل مقعد الصومال في الأمم المتحدة، والاتحاد الأفريقي، ومنظمة التعاون الإسلامي (OIC). الممثل الدائم للصومال لدى الأمم المتحدة هو إلمي أحمد دوالي. نائب المندوب الدائم هو عيد بدر محمد. الصومال هو أحد الأعضاء المؤسسين لمنظمة التعاون الإسلامي. لدى الحكومة الاتحادية الانتقالية أيضًا سفراء في دول أخرى.
تحتفظ الحكومة الاتحادية الانتقالية حاليا بسفارات في 34 دولة. تحتفظ إثيوبيا بسفارة في مقديشو، وقنصليات في هرجيسا في أرض الصومال وغاروي في بونتلاند.  أعادت جيبوتي فتح سفارتها في مقديشو في ديسمبر 2010. في العام التالي، أعادت الهند أيضًا فتح سفارتها في العاصمة بعد عشرين عامًا من الإغلاق، كما فعلت تركيا. تحتفظ إيطاليا بوفد دبلوماسي خاص وبعثة فنية إلى مقديشو، ومن المقرر أن تعيد فتح سفارتها في المدينة. في عام 2011، أعلنت المملكة المتحدة أيضًا عن خطط لإعادة فتح سفارتها في مقديشو، وحذت إيران حذوها في عام 2012.